# پژوهشگاه ملی اقیانوس‌شناسی و علوم جوی
پژوهشگاه ملی اقیانوس‌شناسی و علوم جوی با توجه به توافق صورت گرفته بین وزارت علوم، تحقیقات و فناوری جمهوری اسلامی ایران و سازمان آموزشی، علمی و فرهنگی ملل متحد (یونسکو) در اواخر سال ۱۳۷۰ بنام مرکز ملی اقیانوس‌شناسی ایران توسط حسین زمردیان پایه‌گذاری شد و در جلسه مورخ ۸ اسفند ماه ۱۳۸۸ شورای گسترش آموزش عالی کشور، با تبدیل «مرکز ملی اقیانوس‌شناسی» به «مؤسسه ملی اقیانوس‌شناسی» موافقت قطعی شد.
در بیست و دومین سال تأسیس مؤسسه ملی اقیانوس‌شناسی، در مورخ ۲۵ اردیبهشت ماه ۱۳۹۲ و جلسه مورخ ۱۸
خرداد ۱۳۹۲ شورای گسترش آموزش عالی با ارتقای مؤسسه ملی اقیانوس‌شناسی به پژوهشگاه ملی اقیانوس‌شناسی و علوم جوی با سه پژوهشکده و سه مرکز ملی و یک مرکز منطقه‌ای موافقت شد.

## اهداف پژوهشگاه
این پژوهشگاه تحت پوشش وزارت علوم، تحقیقات و فناوری با اهداف زیر فعالیت می‌کند:
1. مطالعات بنیادی و نظریه‌پردازی در قلمرو امور اقیانوس شناختی
2. سیاست پژوهی و برنامه‌ریزی بلندمدت برای حفظ و نگهداری و ارتقای زیست‌بوم دریایی و بهره‌برداری بهینه از آنها
3. پژوهش محور ساختن تصمیم‌سازی و تصمیم‌گیری در قلمرو مسائل مربوط به امور دریایی و اقیانوس شناختی
4. ارتقای متوازن و پیشرفت علمی امور مربوط به دریا و مسائل اقیانوس‌شناسی با رویکرد مطالعات آینده‌اندیشانه
5. تنوع بخشی و افزایش منابع مالی مؤسسه و بهره‌گیری از مشارکت مالی نهادهای ملّی و بین‌المللی و همچنین مشارکت بخش خصوصی، به‌ویژه انجمن‌های علمی و سازمان‌های غیردولتی
6. ارائه خدمات به جامعه و گسترش آموزش‌های عمومی و تخصصی در زمینه اقیانوس‌شناسی
7. افزایش هم‌کنشی به نهادها و سازمان‌های مرتبط در عرصه ملّی و بین‌المللی برای بالا بردن سهم منابع دریایی در توسعه اقتصادی، اجتماعی، سیاسی و فرهنگی کشور

## وظایف پژوهشگاه
1. انجام پژوهش‌های بنیادی علمی و کاربردی در همه زمینه‌های اقیانوس‌شناسی (فیزیک، شیمی، محیط زیست، زمین‌شناسی، زیست‌شناسی، مهندسی، حقوق و روابط بین‌الملل، امنیت، اقتصاد و مدیریت دریایی)
2. ایجاد و تجهیز آزمایشگاه‌های پژوهشی دریایی در ستاد و ایستگاه‌های مؤسسه در سواحل خلیج فارس، دریای عمان و دریای خزر
3. همکاری با سازمانهای اجرایی دریایی در زمینه طرح‌های پژوهشی اختصاصی آنها، بر اساس توافق دو جانبه
4. برگزاری دوره‌های کوتاه مدت آموزشی در سطح ملی، منطقه‌ای و بین‌المللی در زمینه‌های مختلف اقیانوس‌شناسی
5. کمک به دانشگاه‌ها در ایجاد دوره‌های دانشگاهی علوم و فنون دریایی
6. در نظر گرفتن تمهیدات لازم برای انتقال فناوری‌های جدید و مناسب دریایی به داخل کشور
7. برگزاری همایش‌های علمی در سطوح ملی، منطقه‌ای و بین‌المللی در زمینه‌های مرتبط
8. تبادل داده‌ها و اطلاعات با سازمان‌ها و مراکز دریایی
9. ارائه مشاوره به مسوولان ذیربط برای تعیین خط مشی‌های دریایی کشور
10. ایجاد ارتباط و همکاری سازنده با سازمان‌های بین‌المللی و منطقه‌ای مرتبط با اقیانوس‌شناسی

## ایستگاه‌های پژوهشی
مؤسسه ملی اقیانوس‌شناسی به منظور پیشبرد اهداف و کارکردهای ملی پایگاه‌های تحقیقاتی در سواحل شمالی و جنوبی کشور را در برنامه کاری خود قرار داده‌است. در این راستا، ایستگاه‌های پژوهشی به شرح زیر افتتاح شدند:
1. ایستگاه پژوهشی دریای عمان و اقیانوس هند (چابهار) در زمینی به مساحت ۷۲۰۰ متر مربع با زیر بنای ۱۳۵۰ متر مربع در سه طبقه واقع در: چابهار- کمربندی اسکله شهید بهشتی، جنب ساختمان هواشناسی چابهار
2. ایستگاه پژوهشی دریایی خزر (نوشهر) در زمینی به مساحت ۲۸۸۱ متر مربع با زیر بنای ۵۰۰ متر مربع در یک طبقه واقع در: نوشهر، بین امیررود و خیررود، بعد از چوب‌بری، ویلای قاضی
3. ایستگاه پژوهشی بوشهر به مساحت تقریبی ۱۲۰۰ متر مربع در چهار طبقه واقع در: بوشهر، میدان سنگی، کوچه شورای حل اختلاف، پلاک ۴۰

## رؤسای مؤسسه از آغاز تاکنون
1. دکتر حسین زمردیان - از زمان تأسیس تا ۱۳۸۱
2. دکتر ناصر حاجی زاده ذاکر - از سال ۱۳۸۱ تا ۱۳۸۵ و ۱۳۹۲ تا ۱۳۹۶
3. دکتر وحید چگینی - از سال ۱۳۸۵ تا ۱۳۹۲
4. دکتر بهروز ابطحی - از سال ۱۳۹۶ تا کنون